# Кордовілья (Саламанка)
Кордовілья (ісп. Cordovilla) — муніципалітет в Іспанії, у складі автономної спільноти Кастилія-і-Леон, у провінції Саламанка. Населення — 127 осіб (2010).
Муніципалітет розташований на відстані близько 160 км на північний захід від Мадрида, 21 км на схід від Саламанки.
На території муніципалітету розташовані такі населені пункти: (дані про населення за 2010 рік)
- Кордовілья: 127 осіб
- Кінта-Флорентіна: 0 осіб

## Демографія
Динаміка населення (INE ):

## Зовнішні посилання
- Провінційна рада Саламанки: індекс муніципалітетів [Архівовано 23 квітня 2009 у Wayback Machine.]
- Посилання на Google Maps